# Lutz Richter (Jurist)
Lutz Richter (* 19. März 1891 in Crimmitschau; † 25. November 1945 in Jelabuga) war ein deutscher Rechtswissenschaftler.

## Leben
Richter studierte seit 1910 Rechtswissenschaften in Heidelberg, München und Leipzig und legte 1913 in Leipzig das Referendarexamen ab. Der juristische Vorbereitungsdienst wurde von 1913 bis 1919 durch Militärdienst und Einsatz als Frontoffizier im Ersten Weltkrieg unterbrochen. 1919 wurde er in Leipzig mit einer strafrechtlichen Arbeit promoviert und 1921 Assistent am „Institut für Arbeitsrecht“ der Universität Leipzig. 1923 habilitierte er sich mit der Arbeit „Das subjektive öffentliche Recht“ für öffentliches Recht. 1926 wurde er außerordentlicher Professor für Staats-, Verwaltungs- und Arbeitsrecht. 1942 erhielt Richter einen Ruf als Professor für öffentliches Recht nach Königsberg. Kriegsbedingt konnte der Lehrbetrieb erst 1944 aufgenommen werden. Richter war auch auf einer Vertretungsprofessur in Breslau tätig. Als Volkssturmmann geriet er Anfang 1945 in russische Kriegsgefangenschaft und starb in einem Lager an Diphtherie.

## Schriften
- Das echte Unterlassungsdelikt. jur. Diss. 1919.
- Arbeitsrecht als Rechtsbegriff. Eine systematologische Studie. 1923.
- Das subjektive öffentliche Recht. Habil.-Schrift, 1925.
- Die Organisationsgewalt, Verwaltungsreform und Rechtsstaat. 1926.
- Lássicurazione sociale degli aviatori. 1928.
- Il Nuovo progretto di legge sulle protezione del lavoro in Germania. 1928.
- Grundverhältnisse des Arbeitsrechts. 1928.
- Der Arzt in Recht und Gesellschaft. 1929.
- Arbeitsrecht. 1930.
- Umwandlungen von Maßnahmen des Reichspräsidenten in Dauerrecht. 1931.
- Rettung der Sozialversicherung. 1931.
- Zur staatstheoretischen Bedeutung der sozialpolitischen Schlichtung. 1932.
- Das Tarifrecht unter der Diktatur. 1932.
- Die faschistische Arbeitsverfassung. 1932.
- Das italienische Organisationswesen. Syndikate und Korporationen. 1933.
- Treuhänder der Arbeit. 1934.
- Arbeitszeit. 1934.
- Heimarbeit. 1934.
- Grundriß der Reichsversicherung. 1935.
- Deutsches Bauernrecht. 1942.